# Jedy-Kuju
Jedy-Kuju (do 1957: Sim Kołodiaziw, w latach 1957-2023: Lenino; ukr. Єди-Кую; ros. Еди-Кую, Jedi-Kuju) – osiedle typu miejskiego na Półwyspie Kerczeńskim Półwyspu Krymskiego, siedziba władz rejonu lenińskiego. W 2013 roku liczyło 7881 mieszkańców.
Status osiedla typu miejskiego posiada od 1957. Wówczas również zmieniono nazwę miejscowości z Sim Kołodiaziw (ukr. Сім Колодязів; ros. Семь Колодезей, Siem Kołodieziej) na Lenino (ukr. Леніне, Łenine; ros. Ленино, Lenino). W 2016 roku, ze skutkiem od 2023 roku, Rada Najwyższa Ukrainy przemianowała miejscowość na Jedy-Kuju.